# Puente de la Paz
El Puente de la Paz (en georgiano: მშვიდობის ხიდი) es un puente peatonal en forma de arco sobre el río Kura en Tiflis, la ciudad capital de Georgia.
El puente que se extiende 150 m sobre el río Kura fue ordenado por el gobierno de la ciudad de Tiflis para crear una atracción de diseño contemporáneo que conectara el viejo Tiflis con el "nuevo distrito". La inauguración oficial tuvo lugar el 6 de mayo de 2010.